# Charles Cornwallis, II marchese Cornwallis
Charles Cornwallis, II marchese Cornwallis (19 ottobre 1774 – 9 agosto 1823) è stato un politico britannico appartenente al Partito Tory. Fu Master of the Buckhounds dal 1807 al 1823.

## Biografia
Era l'unico figlio maschio di Charles Cornwallis, I marchese Cornwallis, e di sua moglie Jemima Tullekin Jones, che morì quando lui aveva 4 anni. Fu educato a Eton e a Cambridge, conseguendo il Master of Arts nel 1795.

### Carriera politica
Entrò in parlamento nel 1795 insieme a suo zio William Cornwallis come rappresentante del collegio elettorale di Eye e mantenne il seggio fino al 1796. Fu poi cavaliere della contea del Suffolk fino al 1805, quando succedette al padre nel marchesato ed entrò nella Camera dei lord. Nel 1807 fu nominato Master of the Buckhounds, carica che mantenne fino alla sua morte, avvenuta nel 1823.

### Famiglia e discendenza
Nel 1797 sposò Louisa Gordon, figlia di Alexander Gordon, IV duca di Gordon, e da lei ebbe cinque figlie, tra cui Jane, che sposò Richard Griffin, III Barone Braybrooke, e Jemima, che sposò Edward Eliot, III conte di St. Germans. Cornwallis morì nel 1823 all'età di 48 anni e il marchesato si estinse con lui, mentre negli altri titoli gli succedette lo zio James Cornwallis, IV conte Cornwallis.